# Sapņu komanda 1935

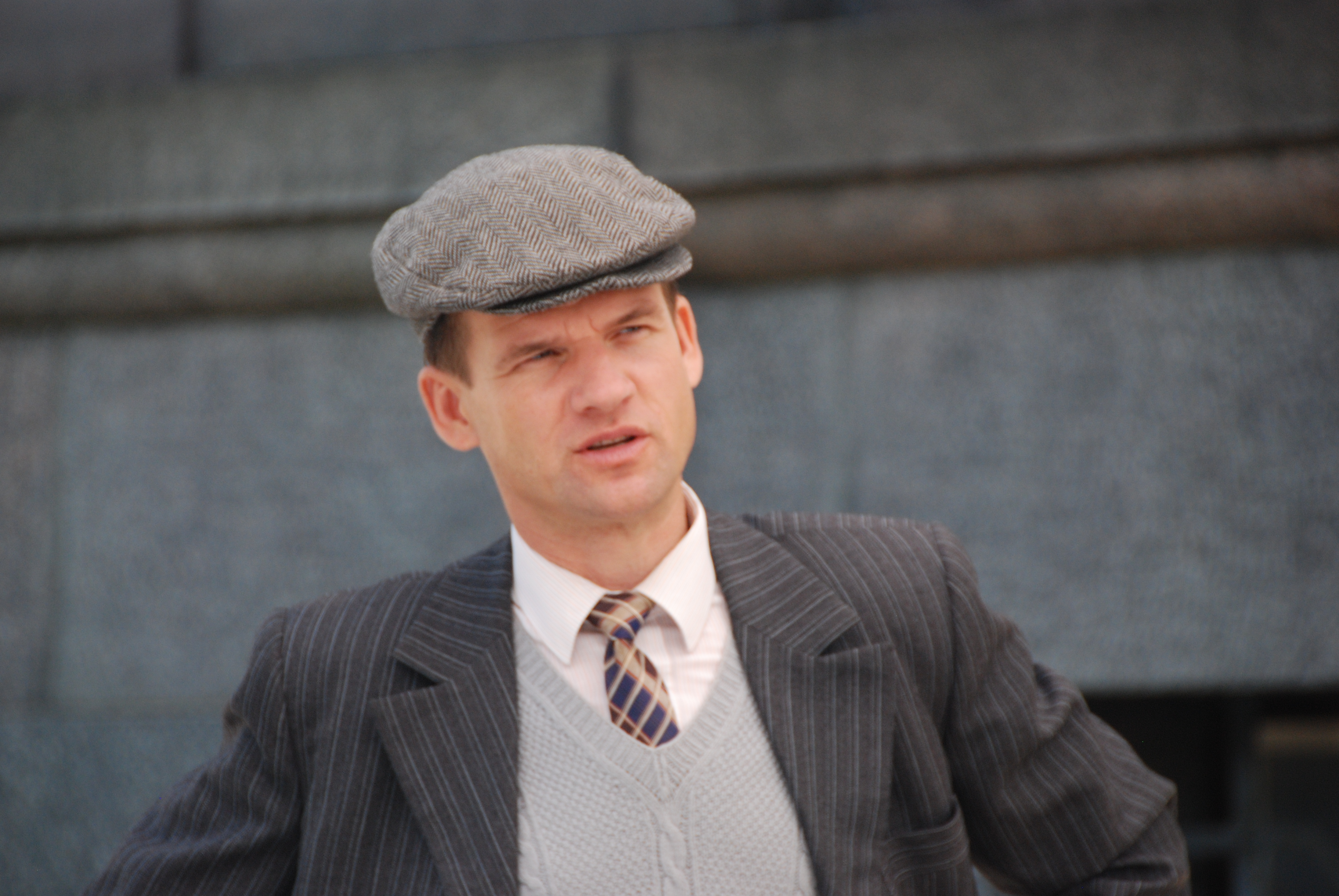
Vilis Daudziņš under inspelningen

Sapņu komanda 1935 ("Drömlaget 1935") är en lettisk dramafilm från 2012 i regi av Aigars Grauba, med Jānis Āmanis, Vilis Daudziņš och Mārcis Maņjakovs i huvudrollerna. Den handlar om det lettiska landslaget vid europamästerskapet i basket 1935, som Lettland vann. Filmens budget motsvarade 2,5 miljoner euro, av vilka 340 000 kom från Nationella filmcentret. Inspelningen tog 90 dagar.
Filmen hade premiär 19 november 2012. Den hade 46 095 biobesökare i Lettland, vilket gjorde den till den mest sedda inhemska filmen 2012, och den enda lettiska filmen bland de tio mest sedda.

## Medverkande
- Jānis Āmanis som Valdemārs Baumanis
- Inga Alsiņa som Elvīra Baumane
- Vilis Daudziņš som Rihards Dekšenieks
- Mārcis Maņjakovs som Rūdolfs Jurciņš
- Jānis Vimba som Jānis Lidmanis
- Artūrs Putniņš som Eduards Andersons
- Andris Bulis som Džems Raudziņš
- Miķelis Žideļūns som Edgars Rūja
- Gints Andžāns som Andrejs Krisons
- Mārtiņš Počs som Visvaldis Melderis
- Artūrs Krūzkops som Herberts Gubiņš
- Viktors Ellers som Aleksejs Anufrijevs
- Mārtiņš Liepa som Mārtiņš Grundmanis